# The Platinum Collection (album de David Bowie)
Pour les articles homonymes, voir The Platinum Collection.
Albums de David Bowie
Live EP (Live at Fashion Rocks)
(2005) The Best of 1980/1987
(2007)
The Platinum Collection est une compilation de David Bowie sortie en 2005. Il s'agit d'un triple album retraçant la carrière du chanteur entre 1969 et 1987.

## Histoire
Les deux premiers CD de The Platinum Collection correspondent à deux compilations publiées séparément à la fin des années 1990, dans la foulée du rachat du catalogue de Bowie par EMI :
- le CD 1 correspond à la compilation The Best of David Bowie 1969/1974, publiée en 1997 ;
- le CD 2 correspond à la compilation The Best of David Bowie 1974/1979, publiée en 1998.

Le troisième CD, qui couvre la période 1980-1987, fait son apparition avec The Platinum Collection. Il est réédité de manière séparée en 2007 avec un DVD bonus de clips.

## Titres

### CD 1(The Best of David Bowie 1969/1974)
Albums de David Bowie
The Deram Anthology 1966–1968
(1997) The Best of David Bowie 1974/1979
(1998)
Toutes les chansons sont écrites et composées par David Bowie, sauf mention contraire.
| 1.  | The Jean Genie                                                    |                                                 | 4:08 |
| 2.  | Space Oddity                                                      |                                                 | 5:15 |
| 3.  | Starman                                                           |                                                 | 4:18 |
| 4.  | Ziggy Stardust                                                    |                                                 | 3:16 |
| 5.  | John, I'm Only Dancing (version avec saxophone)                   |                                                 | 2:42 |
| 6.  | Rebel Rebel                                                       |                                                 | 4:30 |
| 7.  | Let's Spend the Night Together                                    | Mick Jagger, Keith Richards                     | 3:07 |
| 8.  | Suffragette City                                                  |                                                 | 3:27 |
| 9.  | Oh! You Pretty Things                                             |                                                 | 3:14 |
| 10. | Velvet Goldmine                                                   |                                                 | 3:11 |
| 11. | Drive-In Saturday                                                 |                                                 | 4:29 |
| 12. | Diamond Dogs                                                      |                                                 | 6:05 |
| 13. | Changes                                                           |                                                 | 3:34 |
| 14. | Sorrow                                                            | Bob Feldman, Jerry Goldstein, Richard Gottehrer | 2:55 |
| 15. | The Prettiest Star (version de 1970 avec Marc Bolan à la guitare) |                                                 | 3:14 |
| 16. | Life on Mars?                                                     |                                                 | 3:52 |
| 17. | Aladdin Sane (1913–1938–197?)                                     |                                                 | 5:10 |
| 18. | The Man Who Sold the World                                        |                                                 | 3:56 |
| 19. | Rock 'n' Roll Suicide                                             |                                                 | 3:00 |
| 20. | All the Young Dudes (version mono)                                |                                                 | 4:11 |

### CD 2(The Best of David Bowie 1974/1979)
Albums de David Bowie
The Best of David Bowie 1969/1974
(1997) 'hours...'
(1999)
Toutes les chansons sont écrites et composées par David Bowie, sauf mention contraire.
| 1.  | Sound and Vision                           |                                          | 3:05 |
| 2.  | Golden Years (version single)              |                                          | 3:29 |
| 3.  | Fame                                       | David Bowie, Carlos Alomar, John Lennon  | 4:14 |
| 4.  | Young Americans (version single américain) |                                          | 3:15 |
| 5.  | John, I'm Only Dancing (Again)             |                                          | 7:00 |
| 6.  | Can You Hear Me?                           |                                          | 5:07 |
| 7.  | Wild Is the Wind                           | Dimitri Tiomkin, Ned Washington          | 6:00 |
| 8.  | Knock on Wood                              | Steve Cropper, Eddie Floyd               | 3:00 |
| 9.  | TVC 15                                     |                                          | 3:34 |
| 10. | 1984                                       |                                          | 3:29 |
| 11. | It's Hard to Be a Saint in the City        | Bruce Springsteen                        | 3:49 |
| 12. | Look Back in Anger                         | David Bowie, Brian Eno                   | 3:08 |
| 13. | The Secret Life of Arabia                  | David Bowie, Brian Eno, Carlos Alomar    | 3:48 |
| 14. | DJ                                         | David Bowie, Brian Eno, Carlos Alomar    | 4:02 |
| 15. | Beauty and the Beast                       |                                          | 3:36 |
| 16. | Breaking Glass                             | David Bowie, Dennis Davis, George Murray | 1:53 |
| 17. | Boys Keep Swinging                         |                                          | 3:20 |
| 18. | "Heroes" (version single)                  | David Bowie, Brian Eno                   | 3:33 |

### CD 3(The Best of David Bowie 1980/1987)
Albums de David Bowie
The Platinum Collection
(2005) Live Santa Monica '72
(2008)
Toutes les chansons sont écrites et composées par David Bowie, sauf mention contraire.
| 1.  | Let's Dance (version single)                       |                                                                    | 4:07 |
| 2.  | Ashes to Ashes                                     |                                                                    | 3:36 |
| 3.  | Under Pressure (avec Queen)                        | David Bowie, Freddie Mercury, Brian May, John Deacon, Roger Taylor | 4:05 |
| 4.  | Fashion (version single)                           |                                                                    | 3:26 |
| 5.  | Modern Love (version single)                       |                                                                    | 3:58 |
| 6.  | China Girl (version single)                        | David Bowie, Iggy Pop                                              | 4:17 |
| 7.  | Scary Monsters (and Super Creeps) (version single) |                                                                    | 3:32 |
| 8.  | Up the Hill Backwards                              |                                                                    | 3:15 |
| 9.  | Alabama Song                                       | Kurt Weill, Bertolt Brecht                                         | 3:52 |
| 10. | The Drowned Girl (version single)                  | Kurt Weill, Bertolt Brecht                                         | 2:26 |
| 11. | Cat People (Putting Out Fire)                      | David Bowie, Giorgio Moroder                                       | 4:12 |
| 12. | This Is Not America (avec le Pat Metheny Group)    | David Bowie, Pat Metheny, Lyle Mays                                | 3:51 |
| 13. | Loving the Alien                                   |                                                                    | 7:08 |
| 14. | Absolute Beginners (version single)                |                                                                    | 5:37 |
| 15. | When the Wind Blows (en)                           | David Bowie, Erdal Kızılçay                                        | 3:34 |
| 16. | Blue Jean                                          |                                                                    | 3:11 |
| 17. | Day-In Day-Out (version single)                    |                                                                    | 4:11 |
| 18. | Time Will Crawl                                    |                                                                    | 4:18 |
| 19. | Underground (en) (version single)                  |                                                                    | 4:26 |